# Биценко Михайло Степанович
Биценко (Біценко) Михайло Степанович (нар. 6 вересня 1867 с. Борисовка, Курська губернія—?) — відомий політичний діяч партії соціалістів-революціонерів у Російській імперії та Російській республіці. Член Північно-Західного обласного комітету ПСР від липня 1904 року.

## Родина
Дружина — Анастасія Олексіївна Камериста.